# András Rajna
András Rajna (* 3. September 1960 in Budapest) ist ein ehemaliger ungarischer Kanute.

## Erfolge
András Rajna nahm dreimal an Olympischen Spielen teil. Bei seinem Olympiadebüt 1988 in Seoul trat er mit Tibor Helyi im Zweier-Kajak auf der 1000-Meter-Strecke an und erreichte mit ihm nach Rang drei im Vorlauf und Rang zwei im Halbfinale den Endlauf. In diesem kamen Rajna und Helyi allerdings nicht über den neunten und damit letzten Platz hinaus. Vier Jahre darauf ging Rajna bei den Spielen in Barcelona in derselben Disziplin nochmals an den Start, diesmal mit Krisztián Bártfai als Partner. Die beiden zogen über den Hoffnungslauf und einen anschließenden vierten Platz im Halbfinallauf ins Finale ein, das sie auf dem sechsten Platz beendeten.
Bei den Olympischen Spielen 1996 in Atlanta gehörte Rajna zum ungarischen Aufgebot im Vierer-Kajak auf der 1000-Meter-Strecke. Die Mannschaft, zu der neben Rajna noch Attila Adrovicz, Gábor Horváth und Ferenc Csipes gehörten, qualifizierte sich als Erste ihres Vorlaufs direkt für den Endlauf. In diesem gelang ihr mit einer Rennzeit von 2:53,184 Minuten die zweitschnellste Zeit, 1,6 Sekunden hinter der siegreichen deutschen Mannschaft und 0,8 Sekunden vor den drittplatzierten Russen, womit sie die Silbermedaille gewann.
1983 belegte Rajna bei den Weltmeisterschaften in Tampere im Vierer-Kajak über 500 Meter den dritten Platz. Bei den Weltmeisterschaften 1986 in Montreal sicherte er sich mit Attila Adrovicz im Zweier-Kajak über 500 Meter ebenso die Silbermedaille wie 1994 in Mexiko-Stadt.
Er ist mit der Kanutin Katalin Povázsán verheiratet, die 1980 bei den olympischen Kanuwettbewerben im Einer-Kajak teilgenommen hatte.